# Limba moabită
Limba moabită, cunoscută și sub numele de dialectul moabit, este o sub-limbă sau un dialect dispărut al limbilor canaanite, ele însele o ramură a limbilor semitice de nord-vest, vorbită anterior în regiunea descrisă în Biblie ca Moab (astăzi zona central-vestică a Iordaniei) la începutul mileniului I î.Hr. Corpul de epigrafie canaanită găsit în regiune este descris ca moabit;; aceasta se limitează în primul rând la Stela lui Mesha și la câteva sigilii. moabite, împreună cu amonita și edomita la fel de prost atestate, a aparținut continuumului dialectal al grupului canaanit de limbi semitice de nord-vest, împreună cu ebraica și feniciciana.
O inscripție a unui altar scrisă în moabită și datată în 800 î.Hr. a fost descoperită într-o săpătură din Motza. A fost scrisă folosind o variantă a alfabetului fenician.